# Niezłomny (film 2008)
Niezłomny (ang. Forever Strong) – film sportowy nakręcony przez Ryana Little’a. Film oparty jest na faktach. Główne role w filmie odgrywają: Sean Faris, Gary Cole, Neal McDonough, Sean Astin, Penn Badgley i Arielle Kebbel.

## Fabuła
Film opisuje losy obiecującego gracza rugby, Ricka Penninga, który po wypadku spowodowanym jazdą pod wpływem alkoholu trafia do domu poprawczego. Swoim talentem zwraca uwagę trenera, który proponuje mu miejsce w drużynie Highland. Pobyt w domu poprawczym i nowi przyjaciele z drużyny zmieniają gruntownie światopogląd Ricka.

## Obsada
- Gary Cole jako Coach Larry Gelwix
- Sean Astin jako Marcus Tate
- Neal McDonough jako Coach Richard Penning
- Sean Faris jako Richard ‘Rick’ Seymour Penning Jr.
- Penn Badgley jako Lars
- Michael J. Pagan jako Kurt Addison
- Nathan West jako Quentin ‘Q’ Owens
- Max Kasch jako Griggs
- Julie Warner jako Natalie Penning
- Arielle Kebbel jako Emily Owens
- Tyler Kain jako Tami
- Larry Bagby jako Coach Cal

## Produkcja
Film był kręcony w Salt Lake City od czerwca 2006 roku w trzech lokalnych liceach. Sean Faris biegał sześć mil dwa razy dziennie, aby mieć odpowiednio wyrzeźbione mięśnie do tej roli. Podczas kręcenia filmu Faris zwichnął kostkę, którą w trakcie dalszej części filmowania miał obklejoną taśmą. W filmie zagrało kilku wybitnych graczy rugby, głównie z University of Utah i Brigham Young University, a także kilku obecnych graczy z Highland Rugby Club.
Nazwa filmu pochodzi od zwrotu, którym Gelwix powtarzał swojej drużynie, „kia kaha”, co oznacza w języku Maori pozostań silny, nieugięty. Dłuższa wersja tego zwrotu to: „Bądź zawsze silny na boisku, po to abyś był zawsze silny, także poza nim.
Forever Strong opiera się na prawdziwej historii drużyny Highland. Także postać Ricka Penninga bazuje na historii prawdziwego rugbisty, który grał w drużynie Flagstaff, Arizona i został wysłany do domu poprawczego w Salt Lake City.

## Muzyka
1. „Ready Or Not” – Manbreak
2. „Pimpin Hard” – B.A.S.K.O.
3. „Nothing Less” – The Travezty
4. „Mele Kalikimaka” – Mugsy
5. „Corporate Logic” – Stereolizza
6. „Don’t Make Me Dance” – Joshua Creek
7. „The Deal” – Clay Duncan & Allday
8. „Forever Strong” – Sink To See